# Chorodna metaphaeria
Chorodna metaphaeria är en fjärilsart som beskrevs av Walker 1862. Chorodna metaphaeria ingår i släktet Chorodna och familjen mätare. Inga underarter finns listade i Catalogue of Life.